# چرچ کریک (مریلند)
چرچ کریک (به انگلیسی: Church Creek) شهری در ایالت مریلند کشور ایالات متحده آمریکا است که جمعیت آن در سرشماری سال ۲۰۱۰ میلادی، ۱۲۵ نفر بوده‌است.